# Ocupación alemana de Bélgica durante la Segunda Guerra Mundial

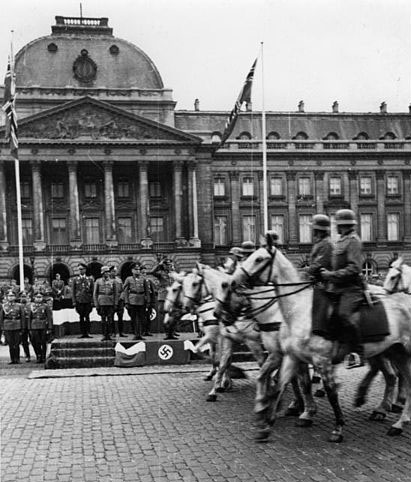
Desfile de la caballería alemana frente al Palacio Real de Bruselas poco después de la invasión, mayo de 1940.

La ocupación alemana de Bélgica (en francés: Occupation allemande, en neerlandés: Duitse bezetting) durante la Segunda Guerra Mundial comenzó el 28 de mayo de 1940 cuando el ejército belga se rindió a las fuerzas alemanas y duró hasta la liberación de Bélgica por los aliados occidentales, entre septiembre de 1944 y febrero de 1945. Esta era la segunda vez que Alemania había ocupado Bélgica en menos de treinta años.
Tras el éxito de la invasión se estableció una administración militar en Bélgica, por lo que el territorio quedaba bajo el gobierno directo de la Wehrmacht. Miles de soldados belgas fueron tomados como prisioneros de guerra, y muchos no fueron liberados hasta 1945. La administración alemana falseó los objetivos iniciales de mantener el orden por el de la extracción de material del territorio para el esfuerzo de guerra. Fueron asistidos por la administración pública belga, que creía que una cooperación limitada con los ocupantes sería el mal menor a los intereses belgas. Los partidos fascistas belgas, tanto en Flandes como Valonia, establecidos antes de la guerra, colaboraron mucho más activamente con los ocupantes; ayudaron a reclutar ciudadanos belgas para el ejército alemán y se les dio más poder a sí mismos hacia el final de la ocupación. Los alimentos y el combustible estaban fuertemente racionados y todas las noticias oficiales estaban estrechamente censuradas. Los civiles belgas que vivían cerca de los posibles objetivos tales como nudos ferroviarios estaban en peligro de bombardeo aéreo aliado.
A partir de 1942, la ocupación se volvió más represiva. Los judíos sufrieron una persecución sistemática y fueron deportados a campos de concentración, y se tomaron medidas contra una potencial oposición política. A pesar de la protesta vigorosa, los alemanes deportaron a los civiles belgas a trabajar en fábricas en Alemania. Mientras tanto, la Resistencia belga, formada a finales de 1940, se expandió enormemente. A partir de 1944, las SS y el Partido Nazi ganaron mucho mayor control en Bélgica, sobre todo después de que el gobierno militar fuese sustituido en julio por una administración civil nazi, el Reichskommissariat Belgien-Nordfrankreich. El 2 de septiembre de 1944, las fuerzas aliadas llegaron a Mons y Tournai, entrando en Bruselas, Aalst, Ath, La Louvière y Ronse al día siguiente. Los alemanes solo opusieron resistencia en Hechtel-Eksel, impidiendo la rápida liberación de los Países Bajos y en Flandes Occidental (Knokke-Heist y Zeebrugge fueron liberadas a primeros de noviembre) no permitiendo la utilización aliada del puerto de Amberes hasta el 26 de noviembre. En diciembre, el territorio fue incorporado de jure en el Gran Reich Alemán, aunque sus líderes colaboracionistas ya estaban en el exilio en Alemania y el control alemán en la región era prácticamente inexistente. Bélgica se declaró totalmente liberada en febrero de 1945. En total, 40 690 belgas, más de la mitad de ellos judíos, fueron asesinados durante la ocupación y antes de la guerra el producto interior bruto del país (PIB) se redujo en un ocho por ciento.

## Contexto histórico
Bélgica había aplicado una política de neutralidad desde su independencia en 1830, evitando con éxito convertirse en un país beligerante en la guerra franco-prusiana (1870-1871). En la Primera Guerra Mundial, el Imperio alemán invadió Bélgica. Durante la ocupación subsiguiente, los aliados alentaron a los trabajadores belgas a resistir a los ocupantes a través del incumplimiento, dando lugar a represalias a gran escala contra civiles belgas por el ejército alemán.
A medida que las tensiones políticas se intensificaron en los años previos a la Segunda Guerra Mundial, el gobierno belga anunció de nuevo su intención de permanecer neutral en caso de guerra en Europa. El ejército se reorganizó en una fuerza defensiva y el país dejó varios tratados militares internacionales a los que se había adherido a raíz de la Primera Guerra Mundial. Se inició la construcción de las defensas en el este del país. Cuando Francia y Gran Bretaña declararon la guerra a Alemania en septiembre de 1939, Bélgica se mantuvo estrictamente neutral, mientras movilizaba a sus reservas.
Sin previo aviso, los alemanes invadieron Bélgica el 10 de mayo de 1940. Durante la siguiente campaña de 18 días, el ejército belga fue empujado de nuevo al noroeste de Bélgica en la Batalla del río Lys y se rindió el 28 de mayo. El gobierno huyó a Francia y más tarde al Reino Unido, estableciendo un gobierno oficial en el exilio bajo el primer ministro Hubert Pierlot. Ellos fueron los responsables de la formación de una pequeña fuerza militar compuesta por tropas belgas y coloniales, conocido como las Fuerzas belgas libres y que lucharon como parte de las fuerzas aliadas.

## Administración y gobierno
Poco después de la rendición del ejército belga, se creó la Militärverwaltung in Belgien und Nordfrankreich, una Administración militar alemana que cubría Bélgica y los dos departamentos franceses de Nord y Pas-de-Calais y cuyo centro administrativo estaba en Bruselas. Alemania se anexionó Eupen-Malmedy, una región de habla alemana dada a Bélgica en virtud del Tratado de Versalles de 1919. El Gobierno Militar se colocó bajo control del general Alexander von Falkenhausen, un aristócrata y soldado. Bajo el mando de von Falkenhausen, la administración alemana tenía dos unidades militares a su disposición: el Feldgendarmerie («Gendarmería de Campo», parte de la Wehrmacht) y la Gestapo (la «Policía Secreta del Estado», que formaba parte de las SS). La sección del gobierno militar que se ocupa de asuntos civiles, el Militärverwaltungsstab, comandado por Eggert Reeder, fue responsable de todos los aspectos económicos, sociales y políticos en el territorio.

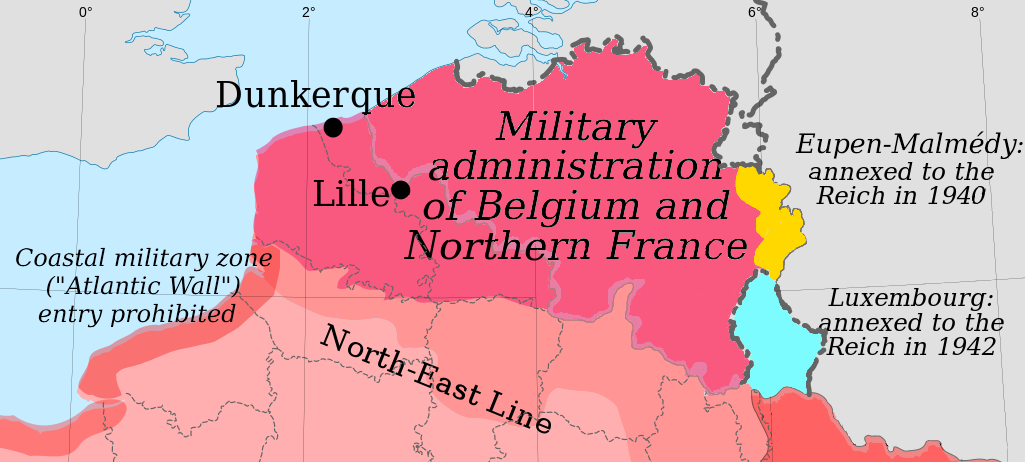
Territorio de la administración militar establecida en 1940. Incluye los dos departamentos franceses de Nord y Pas-de-Calais y toda Bélgica, excepto Eupen-Malmedy.

Antes de abandonar el país en 1940, el gobierno belga había instalado un equipo de funcionarios públicos, el llamado «Comité de Secretarios Generales», para administrar el territorio en ausencia de los ministros elegidos. Los alemanes mantuvieron el Comité durante la ocupación, que era responsable de implementar las demandas hechas por el Militärverwaltungsstab. El Comité esperaba detener a los alemanes de involucrarse en la administración del día a día del territorio, lo que permitiría a la nación mantener un cierto grado de autonomía. Asimismo, el Comité esperaba ser capaz de evitar la aplicación de las políticas alemanas más radicales, como el trabajo forzoso y la deportación. En la práctica, el Comité apenas fue incapaz de permitir a los alemanes aplicar sus políticas de manera más eficiente que el Gobierno militar podría haber hecho por la fuerza.
En julio de 1944, la administración militar fue sustituida por un gobierno civil (Zivilverwaltung), dirigida por Josef Grohé. El territorio se dividió en varios Reichsgaue, aumentando considerablemente el poder del partido nazi y las SS en el territorio. En 1944 los alemanes se vieron obligados cada vez más a compartir el poder y la administración del día a día se delegó cada vez más a las autoridades civiles belgas y organizaciones.

### Leopoldo III
Leopoldo III se convirtió en rey de los belgas en 1934, tras la muerte de su padre, Alberto I, en un accidente de alpinismo. Leopoldo fue uno de los exponentes clave de la neutralidad política y militar belga antes de la guerra. Según la Constitución belga, Leopoldo desempeñó un importante papel político, se desempeñó como comandante en jefe de las fuerzas armadas y personalmente dirigió el ejército belga en mayo de 1940.

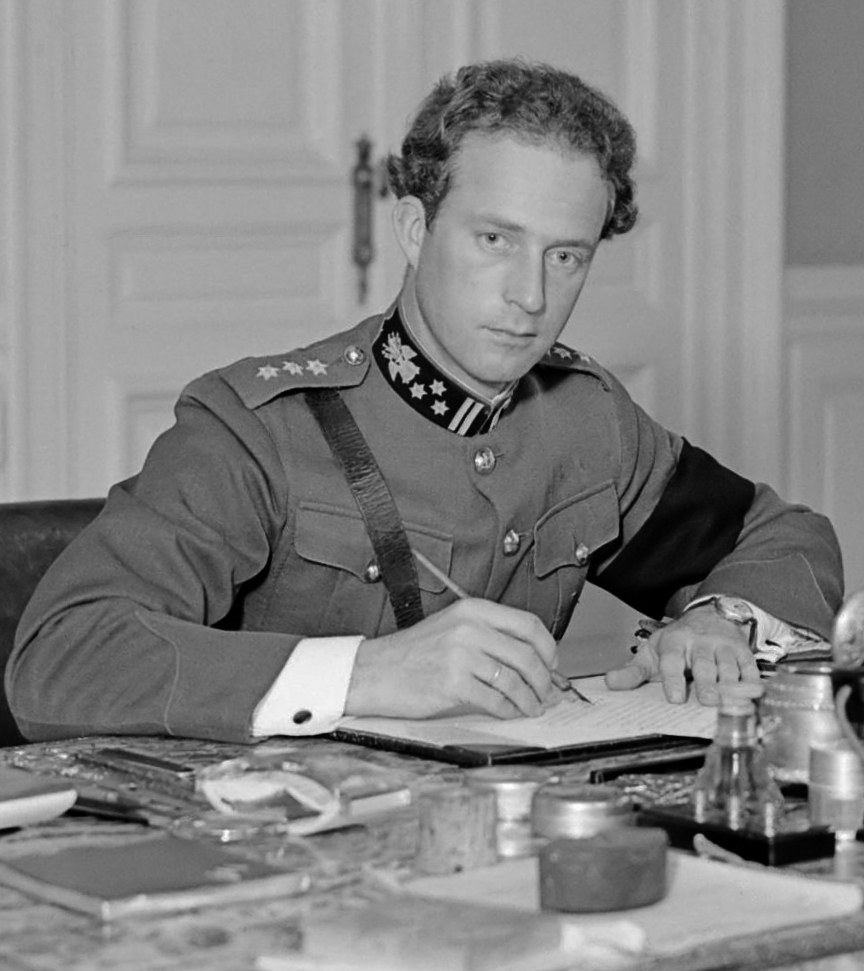
Leopoldo en 1934 tras su ascenso al trono.

El 28 de mayo de 1940, el rey se rindió a los alemanes junto a sus soldados. Eso violó la constitución, ya que contradecía las órdenes de sus ministros, que querían que siguiera el ejemplo de la reina holandesa Wilhelmina y huyera a Francia o Inglaterra para reunir resistencia. Su negativa a abandonar Bélgica minó su legitimidad política a los ojos de muchos belgas y fue visto como un signo de su apoyo al nuevo orden. Fue denunciado por el primer ministro belga, Hubert Pierlot, y declarado "incompetente para reinar" por el gobierno en el exilio.
Leopoldo estaba ansioso por encontrar un alojamiento con Alemania en 1940, con la esperanza de que Bélgica se mantuviera como un estado unificado y semiautónomo dentro de una Europa dominada por los alemanes. Como parte de este plan, en noviembre de 1940, Leopoldo visitó a Adolf Hitler, el Führer de Alemania, en Berchtesgaden para pedir la liberación de los prisioneros de guerra belgas. No se llegó a un acuerdo y Leopoldo regresó a Bélgica. Esto alimentó la creencia de que Leopoldo, que había expresado opiniones antisemitas antes de la guerra, estaba colaborando con los nazis en lugar de defender los intereses de su país.
Durante el resto de la guerra, Leopoldo estuvo bajo arresto domiciliario en el Palacio de Laeken. En 1941, mientras aún estaba encarcelado, se casó con Mary Lilian Baels, lo que socava su popularidad con el público belga, lo que no le gustó a Baels y consideró que el matrimonio desacreditaba su pretensión de ser mártir. A pesar de su posición, permaneció prominente en el territorio ocupado, y las monedas y sellos continuaron llevando su retrato o monograma. Mientras estaba encarcelado, envió una carta a Hitler en 1942 acreditado con salvar a aproximadamente 500 000 mujeres y niños belgas de la deportación forzada a fábricas de municiones en Alemania. En enero de 1944, Leopoldo fue trasladado a Alemania, donde permaneció durante el resto de la guerra.
A pesar de su posición, Leopoldo siguió siendo un testaferro para los movimientos de resistencia de derecha y la propaganda aliada lo retrató como un mártir, compartiendo el destino de su país. Los intentos del gobierno en el exilio de perseguir a Leopoldo para desertar al lado aliado no tuvieron éxito; Leopoldo se negó constantemente a apoyar públicamente a los Aliados o a denunciar acciones alemanas como la deportación de trabajadores belgas. Después de la guerra, las acusaciones de que la rendición de Leopoldo había sido un acto de colaboración provocaron una crisis política sobre si podía regresar al trono; conocida como la Cuestión Real. Mientras que una mayoría votó en marzo de 1950 por el regreso de Leopoldo a Bélgica como rey, su regreso en julio de 1950 fue recibido con protestas generalizadas en Valonia y una huelga general que se volvió mortal cuando la policía abrió fuego contra los manifestantes, matando a cuatro el 31 de julio. Al día siguiente, Leopoldo anunció su intención de abdicar a favor de su hijo, Balduino, quien prestó juramento constitucional ante las Cámaras Unidas del Parlamento belga como Príncipe Real el 11 de agosto de 1950. Leopoldo abdicó formalmente el 16 de julio de 1951 y Balduino ascendió al trono y nuevamente hizo un juramento constitucional al día siguiente.

## La vida en la Bélgica ocupada

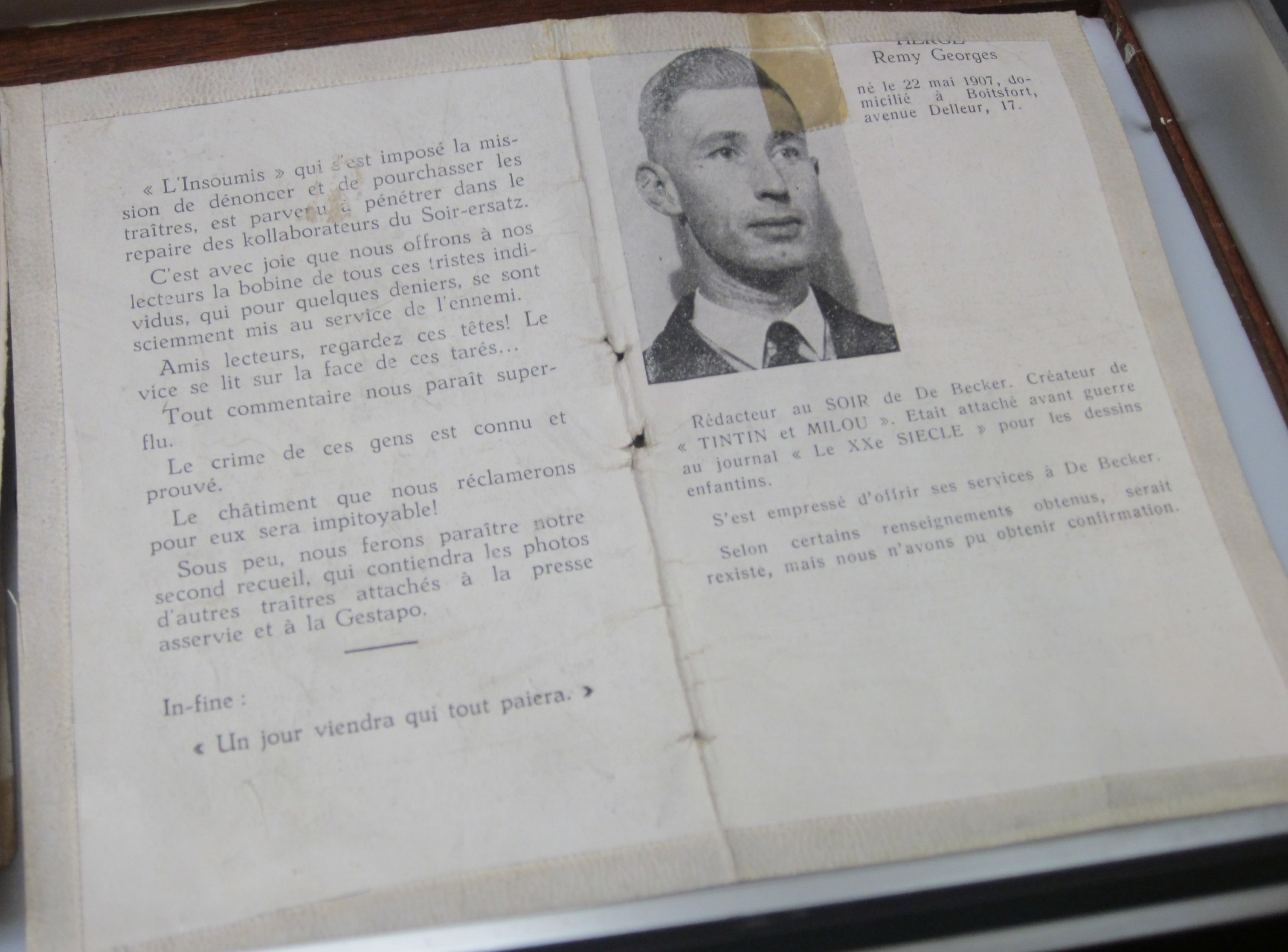
El dibujante belga Hergé fue colaboracionista durante la ocupación alemana y la resistencia belga le incluyó en su libro Galerie de Traitres (Galería de Traidores).

Los niveles de vida en la Bélgica ocupada disminuyeron significativamente desde los niveles anteriores a la guerra. Los salarios se estancaron, mientras que las autoridades de ocupación triplicaron la cantidad de dinero en circulación, lo que provocó una inflación desenfrenada.
Las autoridades de ocupación controlaron estrictamente qué periódicos podrían publicarse y qué noticias podrían imprimir. Los periódicos de los partidos políticos pro nazis continuaron imprimiéndose, junto con los llamados periódicos "robados" como Le Soir o Het Laatste Nieuws, que fueron publicados por grupos pro alemanes sin el permiso de sus propietarios. A pesar de la fuerte censura y el contenido propagandístico, la circulación de estos periódicos siguió siendo alta, al igual que las ventas de periódicos del partido como Le Pays Réel y Volk en Staat. Muchos civiles escucharon transmisiones regulares desde Gran Bretaña, llamada Radio Belgique, a pesar de estar oficialmente prohibida desde diciembre de 1940.
La mayoría de los belgas continuaron sus profesiones de antes de la guerra durante la ocupación. El dibujante belga Hergé, cuyo trabajo desde 1928 había contribuido a la popularización de los cómics en Europa, completó tres volúmenes de Las aventuras de Tintín bajo la ocupación nazi, serializados en el conservador periódico pro alemán Le Soir.

### Racionamiento
Antes de la guerra, el gobierno belga había planeado un sistema de racionamiento de emergencia, que se implementó el día de la invasión alemana. La autoridad de ocupación alemana utilizó la dependencia de Bélgica de las importaciones de alimentos como una herramienta de negociación. La cantidad de comida permitida a los ciudadanos belgas era aproximadamente dos tercios de la permitida a ciudadanos alemanes comparables y se encontraba entre las más bajas de la Europa ocupada. En promedio, la escasez de alimentos llevó a una pérdida de cinco a siete kilogramos de peso por belga solo en 1940.
Un ciudadano belga tenía derecho a 225 gramos de pan por día, y 250 gramos de mantequilla, 1 kilogramo de azúcar, 1 kilogramo de carne y 15 kilogramos de patatas cada mes. Más adelante en la guerra, incluso esto no siempre estuvo disponible y muchos civiles sobrevivieron pescando o cultivando vegetales en asignaciones.
Debido al estricto racionamiento, surgió un mercado negro de alimentos y otros bienes de consumo. La comida en el mercado negro era extremadamente cara. Los precios podrían ser 650 por ciento más altos que en las tiendas legales y aumentaron constantemente durante la guerra. Debido a los beneficios que se obtendrán, el mercado negro generó redes grandes y bien organizadas. Numerosos miembros de la administración alemana estuvieron involucrados en el mercado negro, robando suministros militares u oficiales y revendiéndolos.

### Bombardeo aliado

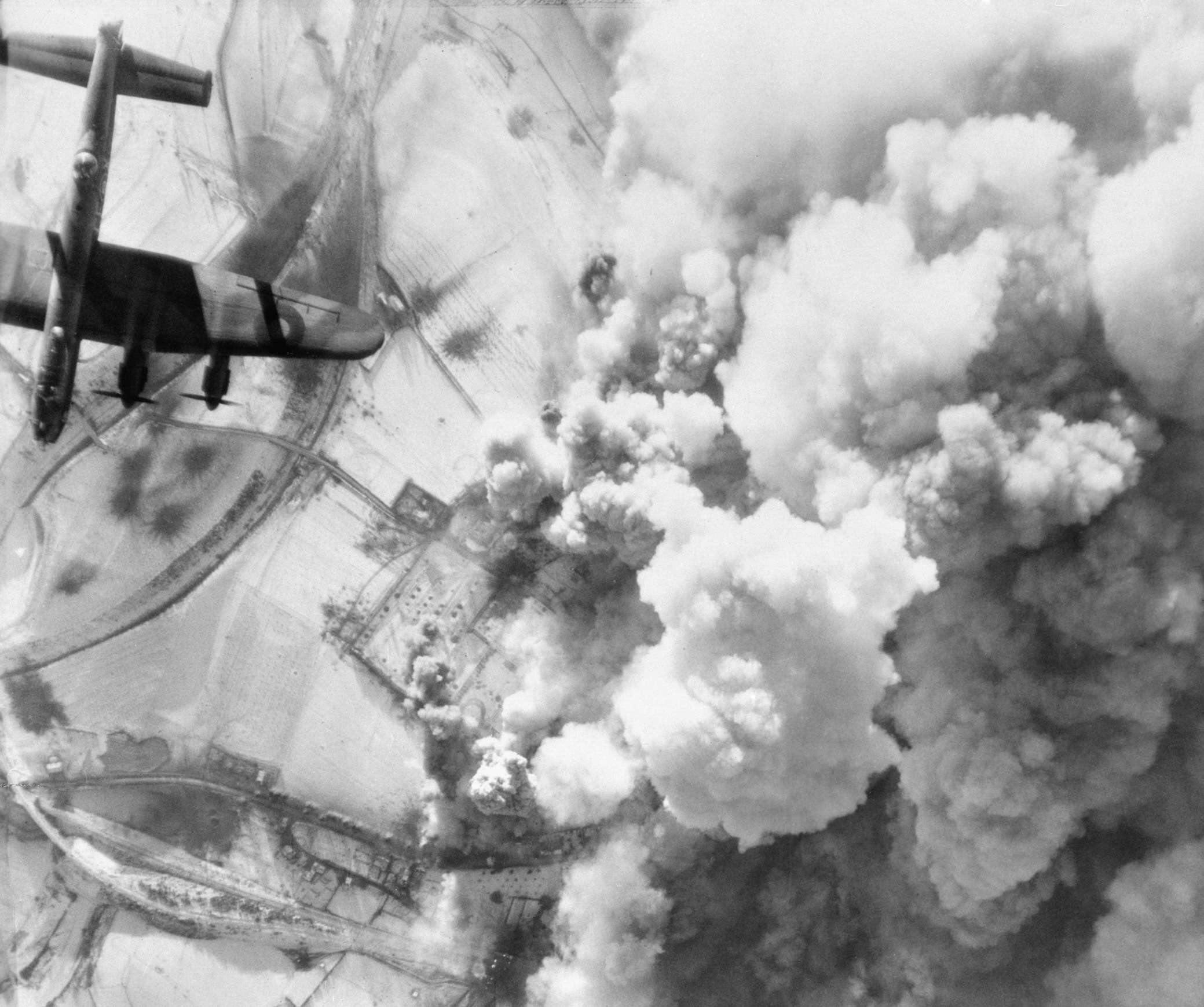
En la imagen, bombarderos Lancaster de la RAF atacan la localidad belga de St. Vith en las Ardenas, en 1944.

Las fábricas, los puertos y otros sitios estratégicos utilizados por el esfuerzo de guerra alemán fueron objetivos frecuentes de bombarderos aliados de la Real Fuerza Aérea Británica (RAF) y las Fuerzas Aéreas del Ejército de los Estados Unidos (USAAF). Muchos de estos se ubicaron en pueblos y ciudades, y la inexactitud de los bombardeos resultó en bajas civiles importantes.
En los primeros años de la ocupación, los bombardeos aliados tomaron la forma de ataques a pequeña escala contra objetivos específicos, como los puertos de Knokke y Zeebrugge, y en los aeródromos de la Luftwaffe. Los alemanes alentaron la construcción de 6 000 refugios antiaéreos entre 1941 y 1942, a un costo de 220 millones de francos. A partir de 1943, los aliados comenzaron a atacar sitios en áreas urbanas. En una redada en Erla Motor Works en la ciudad de Mortsel (cerca de Amberes) el 5 de abril de 1943, solo dos bombas lanzadas por Boeing B-17 Flying Fortress de la 8.ª Fuerza Aérea de los Estados Unidos cayeron sobre el objetivo previsto. Las restantes 24 toneladas de bombas cayeron sobre áreas civiles, matando a 936 e hiriendo a 1 340 más.
Durante la preparación para el Día D en la primavera de 1944, los Aliados lanzaron el Plan de Transporte, llevando a cabo bombardeos intensivos de cruces ferroviarios y redes de transporte en el norte de Francia y Bélgica. Muchos de estos objetivos se encontraban en ciudades cercanas a áreas civiles densamente pobladas, como La Louvière y Cortrique en Bélgica, que fueron bombardeadas en marzo de 1944. Solo la fase de bombardeo en el período previo al Día D causó 1 500 víctimas civiles. El bombardeo de objetivos en Bélgica aumentó constantemente a medida que los Aliados avanzaban hacia el oeste a través de Francia. Los bombardeos aliados durante la liberación en septiembre de 1944 mataron a 9 750 belgas e hirieron a 40 000.
La política aliada fue condenada por muchas figuras destacadas en Bélgica, incluido el cardenal van Roey, quien hizo un llamamiento a los comandantes aliados para que "ahorren las posesiones privadas de los ciudadanos, ya que de lo contrario el mundo civilizado algún día llamará a rendir cuentas a los responsables del terrible trato recibido a un país inocente y leal".